# 钢铁雄心III
《钢铁雄心III》是著名的二战模拟游戏钢铁雄心系列的第三作。其制作方Paradox Development Studio于2008年8月20日宣布推出这款游戏。並率先於2009年8月7日在北美地區發售。
与其前作相同，《钢铁雄心III》将允许玩家扮演1936－1948年间世界上任何一个存在或可能存在的国家，通过政治、经济、谍报、外交以及战争等诸多手段，于第二次世界大战中称霸世界。

## 开发
开发组声称，钢铁雄心III将以全新的系统与特色满足该系列的拥趸。游戏地图将包含约至少14,000个陆地省，而前作钢铁雄心II中只有2608个，其中东亚战场得到了最多的细化。更精细的地图将提供更丰富的战术选择。
在莱比锡游戏展上，Paradox公布了游戏的首部预告片。从该预告片中可得知，第三代游戏部分采用的是3D画面技术。
该作的官方代号为“混乱计划”（Project Mayhem），在當時引起了人们对该作是否属于Paradox以往游戏续作的争论。

## 特色
- 大约14,000个地域以及4,500个海域
- 时间跨度：自1936至1948年
- 更复杂的科技树：不同模块的研究取代了前作中直接对单位的升级
- 每个师将由4個旅依自己喜好所組成，透過科技研發可以增加至5個旅
- 新的资源系统，满足日用品的需求
- 动员与预备役机制：民主国家需要在战前进行动员，而非维持一支庞大的常备军。
- 航空母舰的飞行编队将不再作为加强旅，而是独立的单位
- 超过20种加强旅
- 玩家必须建立针对战略轰炸的防御
- 新的人工智能将可以管理独立的战线，玩家则能够将注意力集中于更重要的战场
- 超过150个可以选择的国家
- 不同国家将有迥异的玩法
- 流亡政府及党派系统：反对党将有可能重新掌权

## 术语
自建国：是由一些玩家创建的在原本的钢铁雄心3中不存在的国家。

## 資料片

### 永遠忠誠 (Hearts of Iron III: Semper Fi)
發表日期：2010年6月6日

推出日期：2010年7月23日

此資料片只有收費下載無實體販售。
該資料片有以下特點：
- 玩家可以用一個簡單的拖曳框系統定義自己的Theater。
- 新的Order of Battle Browser允許對Command Hierarchy快速而簡易的重新整理。
- Command Hierarchy直接在地圖上顯示。
- 兩個新的地圖模式，一個是空中地圖模式，另一個是海圖模式，這會顯示出近日的教戰以及被玩家的命令覆蓋的區域。
- 在遊戲開始的時候，三大陣營的領導（英國、德國和蘇聯）必須替他們的陣營選擇15個隱藏的勝利條件。第一個完成12個勝利條件的陣營會有贏了遊戲的告示。
- AI控制下的HQ現在有不同的陸地、空中及海上作戰攻擊性。
- 國家可以在地圖上給同盟指示目標。
- 可與同盟國家共享科技研究進展。
- 旅級單位可以升級到更進階的單位（例如步兵可以升級摩托化，或砲兵升級到自走砲）。
- 新的1940劇本填補時間點上的差距。
- 增加了幾百個歷史新事件，讓玩家得以沉浸於他們自己的二戰版本，不只是按照史實，更進一步解開新的時間軸。
- 战列舰和战列巡洋舰可以指定為海军骄傲，這可以讓艦隊獲得額外經驗值，但是如果船艦沉沒或指派了新的船艦會讓國內引起異議。
- AI在所有方面、所有層級水平都提昇了。它會有深厚的防禦，糾集龐大的海軍特遣隊並在多處發動進攻，同時對多個目標發動侵襲。它會有更多歷史上的外交策略並致力於戰略生產策略。
- 多人遊戲可32個玩家同時連線。

### 為了祖國 (Hearts of Iron III: For the Motherland)
發表日期：2011年1月27日

推出日期：2011年6月28日
該資料片有以下特點：
- 新的游擊隊系統，允許玩家在自己或者敵對國家進行建立游擊隊地下組織，或支援游擊隊地下組織的抵抗運動和游擊戰鬥，游擊隊不再只是佔領土地而已，也會針對國家的控制的其他意識形態而運作。
- 搶占戰略資源，為使用的戰爭機器添加燃料。
- 戰爭目標及執行和平。
- 戰鬥場景。
- 更多歷史性決定事件。
- 更深層次的政治要素，改進內部的政治運作和新的政變系統。
- 新的系統界面能接受更多更大量的戰略訊息。
- 新的局部戰役的戰鬥場景系統回報。

### 榮光時刻 (Hearts of Iron III: Their Finest Hour)
發表日期：2012年6月6日

推出日期：2012年9月26日
該資料片有以下特點：
- 為每個主要國家的陸軍增加了全新的精英單位，例如：廓爾喀兵、遊騎兵及禁卫军……等。
- 更仔細的海軍入侵系統能夠讓玩家研發精銳的登陸及攻擊船隻以增加侵略的效率。
- 在戰略及作戰中有更精細的指揮以及一個廣義的租借系統可以將你的工業實力出借給盟友。
- 將領們現在能獲得特殊技能所以在各指揮階層中依照特性分配他們是較以往來的重要。
- 於單/多人模式中新增的自定義模式遊戲你將於一個空白的模板中開始，然後快速的建造單位、研發科技以及做政治決策，為那些想早點投入戰局的人加快腳步。
- 兩個全新的區域戰役劇本──冬季戰爭與西班牙內戰。
- 擴充間諜系統。

## 封禁
自2021年10月起，钢铁雄心III遭到中国大陆各网站的封禁（如：哔哩哔哩、百度百科、AcFun、西瓜视频等），相关词条已经无法搜索，但具体情况并未说明。